# Talsis distrikt
Talsis distrikt (lettisk: Talsu rajons) er beliggende i regionen Kurland i det nord-vestlige Letland. Udover den centrale administration består Talsis distrikt af 20 selvstyrende enheder: 3 byer (lettisk: pilsētas, plur.; pilsēta, sing.), 1 storkommune (lettisk: novadi, plur.; novads, sing.) samt 16 landkommuner (lettisk: pagasti, plur.; pagasts, sing.).

## Selvstyrende enheder underlagt Talsis distrikt
- Balgale landkommune
- Dundaga landkommune
- Ģibuļi landkommune
- Īve landkommune
- Kolka landkommune
- Ķūļciems landkommune
- Laidze landkommune
- Lauciene landkommune
- Lībagi landkommune
- Lube landkommune
- Mērsrags landkommune
- Roja landkommune
- Sabile storkommune
- Stende by
- Strazde landkommune
- Talsi by
- Valdemārpils by
- Valdgale landkommune
- Vandzene landkommune
- Virbi landkommune

57°15′N 22°36′Ø / 57.25°N 22.6°Ø